# MAX Success Sports/Saison 2013
Dieser Artikel listet Erfolge und Fahrer des Radsportteams MAX Success Sports in der Saison 2013 auf.

## Erfolge in der UCI Asia Tour
| Datum    | Rennen                  | Kat. | Sieger  |
| -------- | ----------------------- | ---- | ------- |
| 11. Juni | 3. Etappe Tour de Korea | 2.2  | Liu Hao |

## Zugänge – Abgänge
| Zugänge      | Team 2012                      | Abgänge      | Team 2013          |
| ------------ | ------------------------------ | ------------ | ------------------ |
| Liu Yuepeng  | Malak Cycling Team             | Xing Yandong | Team Argos-Shimano |
| Bai Lijun    | Marco Polo Cycling Team (2011) | Li Wei       | Unbekannt          |
| Gu Yingchuan | Neoprofi                       | Tong Weisong | Unbekannt          |
| Jiang Zhihui | Neoprofi                       |              |                    |
| Liu Xinyang  | Neoprofi                       |              |                    |
| Wu Nan       | Neoprofi                       |              |                    |
| Xue Chaohua  | Neoprofi                       |              |                    |

## Mannschaft
| Name          | Geburtstag        | Nationalität        |
| ------------- | ----------------- | ------------------- |
| Bai Lijun     | 19. November 1988 | Volksrepublik China |
| Gu Yingchuan  | 19. Januar 1994   | Volksrepublik China |
| Huang En      | 23. November 1988 | Volksrepublik China |
| Jiang Zhihui  | 3. März 1994      | Volksrepublik China |
| Liu Hao       | 7. November 1988  | Volksrepublik China |
| Liu Xinyang   | 21. März 1992     | Volksrepublik China |
| Liu Yuepeng   | 2. Mai 1990       | Volksrepublik China |
| Ni Yihui      | 9. März 1993      | Volksrepublik China |
| Qi Pengfei    | 9. Dezember 1989  | Volksrepublik China |
| Qin Chenlu    | 24. Oktober 1992  | Volksrepublik China |
| Wang Jiong    | 30. August 1991   | Volksrepublik China |
| Wu Nan        | 20. November 1990 | Volksrepublik China |
| Xue Chaohua   | 31. März 1992     | Volksrepublik China |
| Xue Mingxing  | 20. Februar 1982  | Volksrepublik China |
| Zhang Hui     | 28. Mai 1989      | Volksrepublik China |
| Zhang Ruisong | 1. Juli 1989      | Volksrepublik China |